# Aceh Monitoring Mission
Die Aceh Monitoring Mission (AMM) war eine zivile Mission der Europäischen Union im Rahmen der Gemeinsamen Sicherheits- und Verteidigungspolitik. Sie überwachte vom 15. September 2005 bis 15. Dezember 2006 in Aceh, Indonesien, die Umsetzung des Friedensabkommens zwischen der Regierung von Indonesien und der Bewegung Freies Aceh.

## Hintergrund
Die indonesische Regierung und die Bewegung Freies Aceh hatten am 15. August 2005 in Helsinki ein Memorandum of Understanding als Friedensabkommen unterzeichnet, das zum Abzug der jeweiligen bewaffneten Kräfte führte. Daraufhin wurde durch die Europäische Union am 15. September 2005 auf Einladung beider Konfliktparteien eine Beobachtermission gestartet. Unterstützt wurde sie dabei durch fünf Nationen der ASEAN (Thailand, Malaysia, Brunei, die Philippinen und Singapur) sowie durch Norwegen und die Schweiz.
Die Mission sollte die Umsetzung des Friedensabkommens überwachen. Dazu gehörten die Entwaffnung der Bewegung Freies Aceh und die Auflösung ihres militärischen Flügels sowie seitens der indonesischen Regierung der Abzug der Sicherheitskräfte auf die vereinbarte Obergrenze. Des Weiteren wurden unter anderem die Menschenrechtslage und die Reintegration der Rebellen überwacht und der weitere Friedensprozess unterstützt.

## Struktur
Leiter der Mission war der niederländische Diplomat Pieter Feith. Sein Vertreter war der Thailänder Nipat Thonglek. Die Mission setzte sich aus der Leitung, einem Stab und den Beobachtern zusammen, die bis 11. September 2006 in den Distrikten stationiert waren. Zu Beginn umfasste AMM etwa 80, zeitweise über 200, ab 15. September 2006 noch 36 internationale Beobachter.
Deutschland beteiligte sich mit neun Beobachtern an der Mission, Österreich mit dreien.

## Kosten
Die Kosten der Mission betrugen insgesamt 15,3 Millionen Euro, darunter 9,3 Millionen Euro aus dem EU-Haushalt und 6 Millionen Euro von den Mitgliedstaaten der EU und Partnerländern.